# Harry Schmidt
Harry Schmidt   (Hamburg, 21 de juny de 1894 - Halle, 7 de setembre de 1951) va ser un matemàtic alemany.

## Vida i Obra
Després de fer els estudis secundaris al institut d'Altona a Hamburg, va passar un semestre a la universitat de Rostock el 1913, abans d'estudiar física i matemàtiques a la universitat de Leipzig en la qual va obtenir el doctorat el 1919. Els anys següents va ser professor al Institut Politècnic de Köthen i a la universitat de Leipzig.
A partir de 1937 es va traslladar a Berlín per donar classes a l'Institut Alemany de Recerca en Aviació on va romandre fins al final de la Segona Guerra Mundial. A partir de 1945 va ser professor de la universitat de Halle. L'abril del 1949 va patir una tuberculosi greu que el va inhabilitar i el va portar a la mort el 1951. Després del funeral a Halle, les seves despulles van ser traslladades a la seva ciutat natal.
Les àrees bàsiques de la seva investigació van ser la física experimental, així com la capa límit i l'aerodinàmica; sempre en el camp de les matemàtiques aplicades. El seu llibre més recordat és una introducció assequible a la teoria de la relativitat: Das Weltbild der Relativitätstheorie: allgemeinverständliche Einführung in die Einsteinsche Lehre von Raum und Zeit (La visió del món de la teoria de la relativitat: una introducció generalment comprensible a la teoria de l'espai i el temps d'Einstein) (1920), reeditat varies vegades i traduït a altres idiomes.